# کلبش (کارولینای شمالی)
کلبش (به انگلیسی: Calabash) شهری در ایالت کارولینای شمالی کشور ایالات متحده آمریکا است که جمعیت آن در سرشماری سال ۲۰۱۰ میلادی، ۱٬۷۸۶ نفر بوده‌است.